# Ízlelés
Az ízlelés az evolúció során kifejlődött érzék, amely a szájba kerülő anyagok kémiai összetételét határozza meg. Elsődleges céljai, hogy a mérgezés ellen védjen, emellett segítsen a potenciálisan tápláló étel felfedezésében. Az ember öt különböző alapízt érez: édes, savanyú, sós, keserű, umami.
Az édes és az umami a jutalmat, a jó dolgokat, magas tápértéket; a savanyú a lehetséges vitaminforrást, illetve savas anyagokat; a sós az energia- és fehérjedús táplálékot; a zsír az elraktározódó, nagy energiájú tápanyagot; a keserű pedig a mérgező, káros anyagokat jelöli. Ezek segítik az ízleléssel rendelkező élőlényt, hogy eldöntse, mit egyen meg és mit ne.
Az általában „íznek” nevezett érzéklet a szűkebb értelemben vett ízlelés és a szaglás összejátszása a szájüregbeli bőrérzékletekkel. Fiziológiai értelemben az ízlelés csak a nyelv által érzékelt alapízeket foglalja magában.

## Alapízek
Legalább öt alapíz van:
1. édes - kiváltják a cukrok, néhány aminosav, peptid és alkohol
2. sós - konyhasó, néhány más ásványi só
3. savanyú - savas oldatok és szerves savak
4. keserű - többféle különböző anyag
5. umami (japán szó, jelentése: "finom íz") - glutaminsav és aszparaginsav

Az umami a legújabban felismert ezek közül. Először a japán Kikunae Ikeda írta le 1908-ban. A nyugati kultúrákban ez az íz kevéssé ismert. Olyan ételeket jelez, amelyek különösen gazdagok fehérjékben és aminosavakban. A nátrium-glutamát ízfokozó nagyon koncentráltan közvetíti ezt az ízt.
Már a 20. század kezdetétől ismert, hogy a nyelv különböző részeinek különbözik az érzékenysége a különböző ízminőségekre. Ez megtalálható a tankönyvekben is, bár az ember nyelvén csak kevéssé különböznek az érzékenységek.

### További lehetséges alapízek
Philippe Besnard és társai 2005 végén azonosították a zsíros íz egy lehetséges receptortípusát: a glycoprotein CD36-ot, ami fellelhető a nyelv ízlelősejtjeiben, és nagy az affinitása a zsírokhoz. Addig általában azt feltételezték, hogy a zsíros ételek iránti vonzalmat csak az étel szaga és állaga váltja ki. A kérdés tisztázása céljából a kutatók összehasonlították a vad típusú egereket a CD36-receptor nélküli, knockout egerekkel. A genetikailag módosított egerek nem kedvelték a zsírban gazdag takarmányt a közönséges egerekkel szemben, amelyek ilyenkor több zsírbontó enzimet termeltek emésztőrendszerükben. Eszerint a CD36 fontos szerepet játszik abban, hogy a rágcsálók érzékelik a zsír jelenlétét a táplálékban.
Eközben arra is rájöttek, hogy a CD36-ot tartalmazó ízlelősejtek linolinsavval aktiválhatók. A linolinsav jelen van sok növényi zsírban, amik a táplálékban előfordulnak. A neurotranszmitterek kibocsátása szükséges ahhoz, hogy az idegek az információt eljuttassák az agyba.
Emellett szó esik más lehetséges alapízekről, mint a fémes, a vízszerű és a lúgos.
Lényeges a szaglás szerepe a bonyolultabb ízbenyomásoknál, amely minden más esetben jelen van. Ezért van az, hogy ha a megfázás súlyos, akkor az ízlelés nem tud továbbmenni az alapízeknél. Sok állatnál nem különült el a szaglás és az ízlelés, gyakran a Jacobson-szerv is fontos szerepet játszik.
Az erőst is ízként jellemzik, és a csilipaprikával készült ételeket jellemzi, valójában fájdalomjelzés, amit a kapszaicin nevű alkaloid hív elő.

## Folyamata
A receptorok az ízlelőbimbókon helyezkednek el, amik az ízlelőszemölcsök oldalán és alján találhatók. Ízlelőbimbók nemcsak a nyelven vannak: előfordulnak a szájpad és a torok hátsó részén. Az érzéksejteken parányi nyúlványok érzékelik a nyálban oldott anyagokat. Ha ízanyag ingerli őket, akkor az érzéksejtekben ingerület jön létre, amit az idegek az agykérgi ízlelőközpontba, és a hipotalamuszba vezetnek. Ez utóbbi a nyálelválasztással és az étvággyal is kapcsolatos.

### Neuronális feldolgozás
Még tisztázatlan, hogyan tevődik át az információ az érzéksejtekből az afferens idegekre, amelyek továbbvezetik az agyba. Ismert viszont, hogy az érzéksejtek egy sor neurotranszmittert és neuronpeptidet tudnak kiválasztani. Ezek közé tartozik a szerotonin, a noradrenalin, a γ-aminovajsav, a cholecisztokinin. Továbbá a jelek arra utalnak, hogy az adenozin-trifoszfát is fontos szerepet játszik az információ átvitelében.
Emlősökben három agyideg szállítja az ízinformációkat az agyba: az arcideg, (nervus facialis, VII), nervus glossopharyngeus(IX) és a bolygóideg (nervus vagus X). Itt kapcsolódik át először a nucleus tractus solitarii rostralis részében. Innen az ízinformációk a talamusz nucleus ventralis posteromedialis pars parvocellularis (VPMpc) -ába kerülnek. Az emberszabásúaknál ez közvetlenül megy, a rágcsálóknál viszont előbb a nucleus parabrachialisba kerül a talamusz felé vezető úton.
A talamusz VPMpcje a lobus insularisba vetíti, ahol az elsődleges ízlelőközpont is van. Már itt lezajlik az integráció a többi érzékszervből érkező adattal. Az ízinformációk feldolgozásának következő állomása, a másodlagos ízlelőközpont részleges átfedésben van a másodlagos szaglóközponttal.
Az itt részletezett főútvonal mellett még számos leágazás van a feldolgozás összes szintjén. Ezek vezetnek a hipotalamuszba és a limbikus rendszerbe. Itt is sok a leágazás a magasabb és az alacsonyabb szintekre.

### Tudatos észlelés
Az ízlelés bonyolultságát az agyi reprezentációk kombinatorikus rendszere által éri el, ami lehetővé teszi egy benyomás finomságainak részletes elemzését. Az ember idegrendszerének ez a rendszere vektorokkal ábrázolható, melyek dimenziója megfelel a receptortípusok számának. Ha hatféle receptortípus csak tíz különböző intenzitást érzékelne, akkor is milliónyi különböző ízt lehetne érzékelni. A kombinatorika egyszerű alapelvei alapján lesz ekkora ez a szám.

## Betegségei
Az ízérzékelés zavarait dysgeusiának nevezik; hiányát pedig ageusiának mondják.

## Állatoknál
Az egyes állatfajok különféleképp érzik az ízeket: például a macskákból hiányzik az édes íz receptora, a madarak pedig a csípős ízre érzéketlenek.